# Rakša (potok)
Rakša – potok na Słowacji będący prawym dopływem strumienia Dolinka. Wypływa w Wielkiej Fatrze na wysokości około 735 m w dolinie Hore vodou (odgałęzienie doliny Do Lúčok). Płynie jej dnem w kierunku północno-zachodnim, następnie w kierunku zachodnim dnem doliny Do Lúčok i doliny Mača. Opuszczając lesiste obszary Wielkiej Fatry i Parku Narodowego Wielka Fatra zmienia kierunek na południowo-zachodni i wypływa na Kotlinę Turczańską. Tu z lewej strony uchodzi do Rakšy jej największy dopływ – potok Hrádky. Po jego przyjęciu Rakša przepływa po północnej stronie torfowiska Rakšianske rašelinisko (rezerwat przyrody), zmienia kierunek na północno-zachodni, w końcowym odcinku znów na południowo-zachodni i na wysokości około 492 m uchodzi do Dolinki w należącym do miasta Turčianske Teplice osiedlu Turčiansky Michal
Rakša ma długość 6,1 km.